# Franc comorià
El franc de les Comores (francès: 'franc comorien'; àrab: فرنك قمري, frank qumurī) és la unitat monetària de les Comores. El codi ISO 4217 és KMF i s'utilitza l'abreviació FC. Normalment els francs se subdivideixen en 100 cèntims (centimes / سنتيمات, santīmāt; singular, centime / سنتيم, santīm), però en aquest cas la fracció no s'ha utilitzat mai.

## Història

### Cooperació monetària amb França
El 23 de setembre de 1979, el govern de les Comores va signar un acord de cooperació monetària (Accord de coopération monétaire entre la République Française et la République fédérale islamique des Comores) amb França que permetia a les Comores formar part de la zona del franc (però no part de la zona del franc CFA). Aquest acord va comportar l'establiment d'un sistema de canvi fix entre el franc francès i el de les Comores i la lliure convertibilitat entre totes dues monedes, garantida per l'obertura, per part del Banc Central de les Comores, d'un compte d'operacions al Tresor francès per controlar totes les transaccions de canvi. Actualment, el 65% de les reserves de canvi de les Comores es troben en aquest compte.

### Taxa de canvi
Quan, el 1981, es va crear el franc de les Comores en substitució del franc francès, es va establir una taxa de canvi fixa de 50 francs de les Comores per cada franc francès. Aquesta taxa només va variar en una ocasió, el 12 de gener de 1994, quan la moneda es va devaluar (conjuntament amb el franc CFA) un 33%, fins a una taxa de 75 francs de les Comores per cada franc francès (mentre que per al franc CFA la taxa va ser de 100 francs CFA per cada franc francès). A partir de la creació de l'euro, l'1 de gener de 1999, el franc de les Comores va quedar lligat a la nova moneda a una taxa de 491,96775 francs de les Comores per cada euro:
{\displaystyle 75\,\,\,{\frac {KMF}{FRF}}\,\,\,\times \,\,\,6,55957\,\,\,{\frac {FRF}{EUR}}\,\,\,\,=\,\,\,\,491,96775\,\,\,{\frac {KMF}{EUR}}}

## Monedes i bitllets
Emès pel Banc Central de les Comores (Banque Centrale des Comores / البنك المركزي القمري, al-Bank al-Markazī al-Qumurī), en circulen monedes (fabricades per la Moneda de París) d'1, 2, 5, 10, 25, 50 i 100 francs, i bitllets (fabricats pel Banc de França) de 500, 1.000, 2.000, 5.000 i 10.000 francs. També n'hi havia un bitllet de 2.500 francs, actualment retirat de la circulació; els quatre valors més petits de les monedes circulen rarament.